# Elle l'adore
Elle l'adore è un film del 2014 diretto da Jeanne Herry.

## Trama
Muriel Bayen, un'estetista divorziata e madre di due figli, ama raccontare storie. Ha dedicato la sua vita a idolatrare la pop star Vincent Lacroix, di cui lei è una grande fan. Un giorno Vincent bussa alla sua porta e le chiede il suo aiuto.

## Riconoscimenti
- 2015 - Premio César
  - Nomination Migliore attrice protagonista a Sandrine Kiberlain
  - Nomination Miglior opera prima a Jeanne Herry
- 2015 - Premio Lumière
  - Nomination Miglior opera prima a Jeanne Herry
  - Nomination Migliore sceneggiatura a Jeanne Herry e Gaëlle Macé
  - Nomination Miglior attrice a Sandrine Kiberlain